# 達爾德人

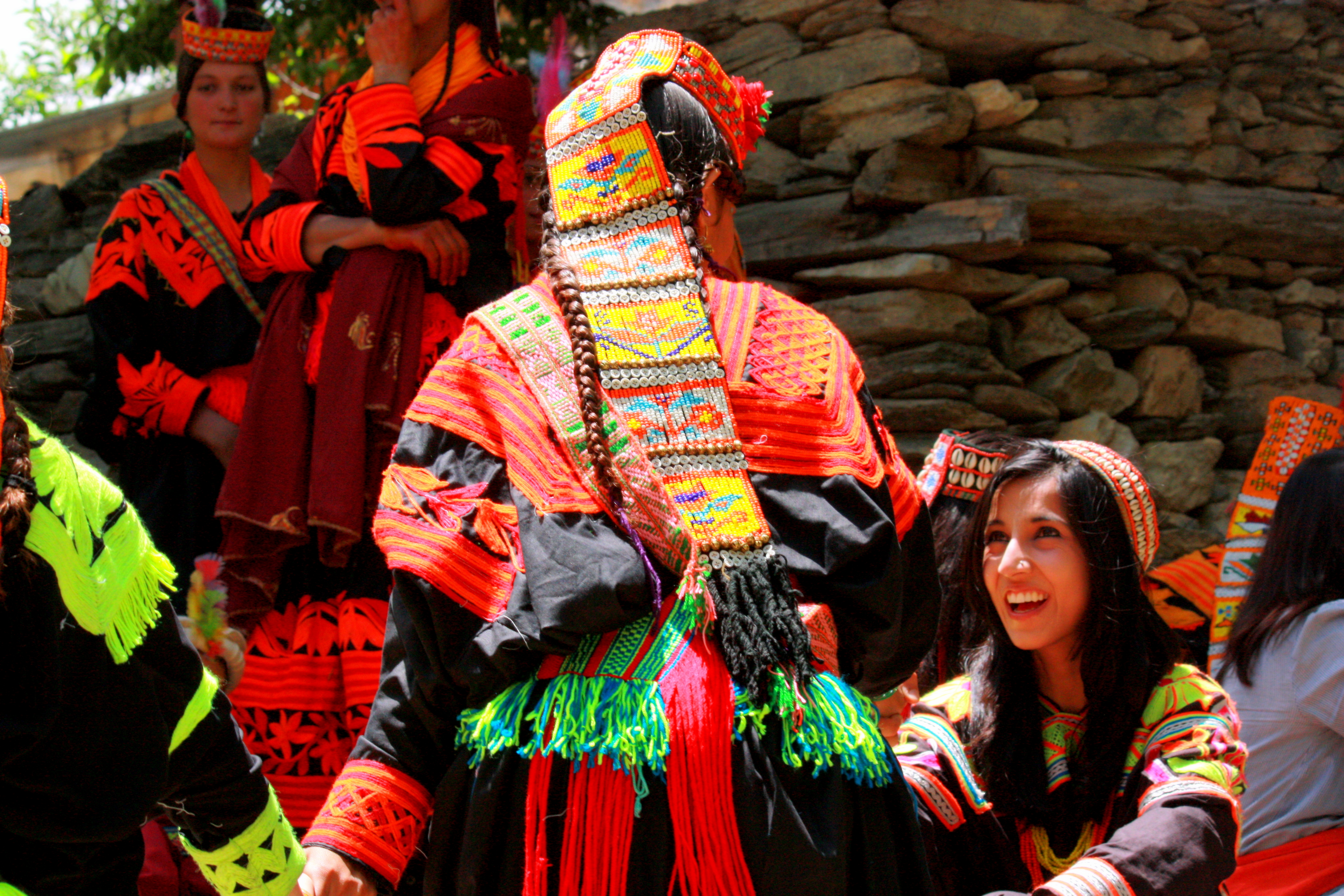
傳統卡拉什女裝，包括精緻的頭飾

達爾德人，是一個分布在印度西北部至阿富汗東部的印歐語系達爾迪語支民族，主要集中在吉尔吉特-巴尔蒂斯坦，少數分布於查谟－克什米尔邦。其中最有名的是卡拉什人。

## 起源
他們可能是原印度雅利安人。

## 宗教
他們多是穆斯林，但在拉達克地區則保持萬物有靈的信仰。

## 社會地位
在2001年，在拉達克地區的達爾德人被印度政府登記為表列部落。